# Le Trajet
Le Trajet est un roman de Marie-Louise Haumont publié en 1976 aux éditions Gallimard et ayant reçu la même année le prix Femina.

## Éditions
- Le Trajet, éditions Gallimard, 1976  (ISBN 2-07-029565-6)